# Likomur
Likomur, likod murenka (Lycenchelys muraena) – gatunek morskiej ryby okoniokształtnej z rodziny węgorzycowatych (Zoarcidae). Nie ma znaczenia gospodarczego. Nienotowany w czerwonej księdze IUCN.

## Systematyka i taksonomia

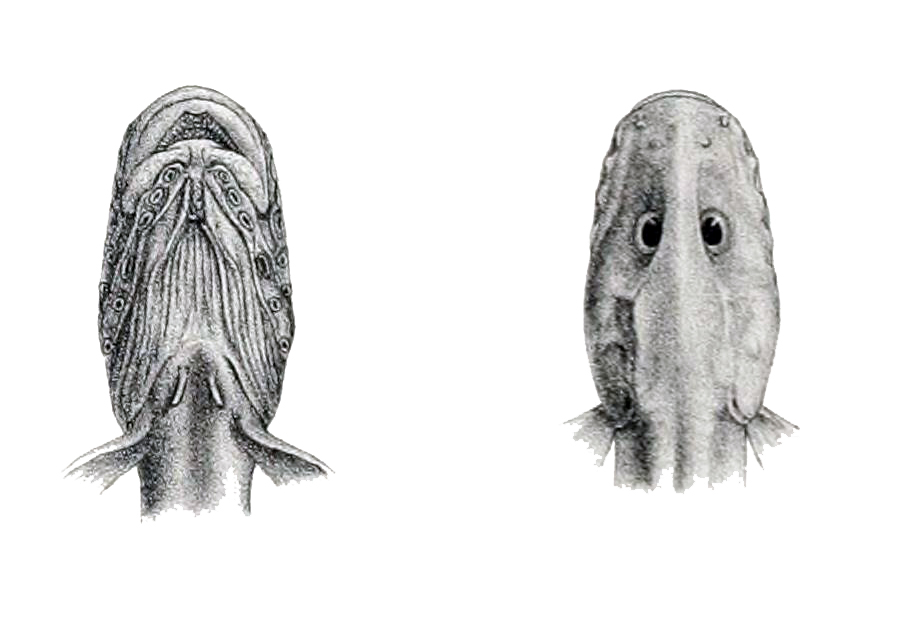
Głowa likomura widziana od góry (po prawej) i od dołu (po lewej)

Likomur został po raz pierwszy opisany zgodnie z zasadami nazewnictwa binominalnego w 1878 pod nazwą Lycodes muraena. Opisu dokonał norweski zoolog Robert Collett (1842-1913) w artykule poświęconym efektom norweskiej, morskiej ekspedycji naukowej w latach 1876-1877, opublikowanym w czasopiśmie Forhandlinger i Videnskabs-Selskabet i Christiania. Holotyp znajduje się w uniwersyteckim Muzeum Historii Naturalnej w Oslo (nor. Naturhistorisk museum) i skatalogowany jest pod numerem ZMUO J4538. Miejsce typowe znajduje się 325 km na południowy zachód od Bodø, na głębokości 640 m. Do rodzaju Lycenchelys rybę tę przeniósł w 1973 rosyjski ichtiolog Anatolij Pietrowicz Andrijaszew (1910-2009).

### Etymologia
- Lycenchelys : gr. λύκος, likos – „wilk”; gr. ἔγχελυς, enchelis od χέλι, cheli – „węgorz”[4].

## Występowanie
Występuje w Oceanie Arktycznym (w tym w Morzu Karskim, Morzu Barentsa, Morzu Grenlandzkim, Morzu Baffina), arktycznej strefie Oceanu Atlantyckiego (w tym w Morzu Norweskim) i Cieśninie Davisa, łączącej oba te oceany, w wodzie o temperaturze do 3 °C, obejmując swym zasięgiem morskie terytoria Kanady, Grenlandii, Islandii, Wysp Owczych i Norwegii. W podziale na regiony rybołówstwa FAO (ang. FAO Major Fishing Areas) gatunek notowany jedynie w regionach Oceanu Arktycznego (numer regionu 18), północno-zachodniego (21) i północno-wschodniego Atlantyku (27).

## Morfologia
Osiąga maksymalnie 22,6 cm długości standardowej (SL). Ciało „węgorzowate”, pokryte drobnymi łuskami, z przodu owalne w przekroju poprzecznym, ulega stopniowemu bocznemu spłaszczeniu w kierunku ogona. Głowa jest naga, nieznacznie szersza od tułowia, lekko spłaszczona, z dużymi, owalnymi oczami, z końcowym pyszczkiem i zębami drobnymi na obu szczękach. Pod oczami, na żuchwie oraz policzkach występuje po siedem otworów sensorycznych, które są początkiem podwójnej, rozdzielającej się na środkową i brzuszną, linii bocznej. Płetwa grzbietowa z 118-126 promieniami, płetwa odbytowa z 100-104 promieniami, a płetwy piersiowe z 13-15 promieniami. Ubarwienie jest dość jednolite, brązowożółtawe, czasami z jaśniejszym brzuchem.

## Biologia
Jest to ryba morska, bytująca przy dnie, na głębokości od 350 do 1700 m. Żywi się skorupiakami bentosowymi, między innymi obunogami należącymi do gatunków Caprella septentrionalis i Maera tenera, a także równonogami.